# Pieczonogi (Pequeña Polonia)
Pieczonogi [pronunciación en polaco: /pjɛt͡ʂɔˈnɔɡi/] es un pueblo en el distrito administrativo de Gmina Pałecznica, dentro del Distrito de Proszowice, Voivodato de Pequeña Polonia, en el sur de Polonia. Se encuentra aproximadamente 7 kilómetros al sudoeste de Pałecznica, 6 kilómetros al norte de Proszowice, y 33 kilómetros al noreste de la capital regional, Kraków.